# Wilsberg: Die Entführung
Die Entführung ist die 37. Folge der Fernsehfilmreihe Wilsberg. Die Erstausstrahlung erfolgte am 26. Januar 2013 beim ZDF. Regie führte Dominic Müller, das Drehbuch wurde von Eckehard Ziedrich geschrieben.

## Handlung
Alex Holtkamp trifft sich mit ihrem Mandanten Horst Fahrenbrink, einem einschlägig bekannten Vergewaltiger, der sie in seinem Wagen körperlich bedrängt. Die beiden Kleinkriminellen Ochs und Russ kommen Alex unbeabsichtigt zur Hilfe, erschießen Fahrenbrink in der Tiefgarage und nötigen Alex zu einer Spritztour durch Münster. Fahrenbrink wird später von Wilsberg tot in seinem Wagen aufgefunden. Alex hingegen ist spurlos verschwunden, lediglich ihre Handtasche wird am Tatort gefunden. Wilsberg und Ekki befürchten, dass Alex einer Entführung zum Opfer gefallen sein könnte. Die beiden orientieren sich bei ihrer Suche zunächst an der einzigen vorliegenden Spur, einer Indianerfigur, die Alex von ihrem Mandanten erhielt, an Wilsberg verschenkte und von diesem für 20 Euro an einen Trödler verkauft wurde.
Aus dem Fenster eines Mehrfamilienhauses, in dessen Erdgeschoss sich Diana’s Bar befindet, fällt Ekki die Leiche von Russ vor die Füße. In der Wohnung des Verstorbenen findet Overbeck einen Damenschuh von Alex vor. Damit sieht er seine Theorie der mordenden Anwältin bestätigt. So einfach ihm die Lösung des Falls bis hierhin erscheint, so schwierig gestaltet sich die Suche nach der Dienstlimousine des verdeckt ermittelnden LKA-Beamten Peter Krupp. Dieses Fahrzeug hatte er sich für den Maskenball der Münsteraner Polizei geliehen, allerdings wurde es ihm bei dem Ball von Russ, der sich als Mitarbeiter des Parkserviceteams ausgab, gestohlen. Somit muss sich Kommissarin Anna Springer um die Klärung der beiden Morde kümmern, während Wilsberg und Ekki weiter dem mutmaßlichen Entführer auf der Spur sind.
Wilsbergs Nichte Alex Holtkamp liegt derweil nach einem gescheiterten Fluchtversuch seit Stunden gefesselt und geknebelt im Kofferraum der verschwundenen Limousine, die von Russ in einer verlassenen Garage abgestellt wurde. Bei der Durchsuchung der Wohnung von Diana Markowitz, die sich über ihrer Bar befindet, wird auch Ochs, der Komplize von Russ tot aufgefunden. Ermordet wurden beide aus Rache von Diana, die in Horst Fahrenbrink verliebt war. In dessen Zimmer in ihrer Wohnung finden sich vier weitere Indianerfiguren, in denen Fahrenbrink eine größere Menge Kokain versteckt hat. Peter Krupp, der verdeckt ermittelnde LKA-Beamte, will sich mit dem Stoff und dem Schlüssel zu Dianas Garage, in der er noch mehr Drogen vermutet, aus dem Staub machen. Dies scheitert jedoch an der heftigen Gegenwehr von Alex, als Krupp den Kofferraum seines Wagens öffnet. 

## Hintergrund
Der Film wurde in Münster und Köln gedreht. Die Dreharbeiten begannen am 17. April 2012 zusammen mit denen zur Folge Treuetest. Das Ende der Dreharbeiten war für den 22. Juni 2012 geplant.
Im April 2012 wurde an drei Tagen in Höhenberg an der Ecke zwischen Weimarer Straße und Geraer Straße gedreht. Weite Teile der Außenaufnahmen entstanden in Köln, darunter in der Rembrandstraße, wo das Rembrandt Eck als Drehort für Dianas Bar genutzt wurde. Gegenüber diesem Gasthaus entstanden die Szenen vor und im Trödelladen. Zudem gastierte das Filmteam für die Dreharbeiten 14 Tage in Münster und der näheren Umgebung. Am 21. Mai 2012 wurde das Treffen zwischen Krupp und Wilsberg am Aasee aufgezeichnet. Die Aufnahmen, die das Polizeipräsidium zeigen, wurden wie in den vorherigen Folgen im Bispinghof in Münster gefilmt. Ebenso entstanden die Szenen, die das Finanzamt zeigen, erneut im Stadthaus 1, von wo dem Zuschauer der Blick auf den Platz des Westfälischen Friedens sowie die Rückseite des Rathauses gewährt wird. Zudem wurden mehrere Szenen mit Blick über die Dächer Münsters aufgenommen. An der Frauenstraße wurde am sowie im Antiquariat Solder gedreht, in dem das Antiquariat Wilsberg im Film zu finden ist.
Am 23. Mai 2012 wurde das Filmteam von Ursula Nelles, der Rektorin der Westfälischen Wilhelms-Universität, in den botanischen Garten in Münster eingeladen, in dessen unmittelbarer Nähe an der Rückseite des Schlosses fünf Tage zuvor noch Szenen für die Folge aufgezeichnet worden waren, die den Maskenball der Polizei mit dem Schloss, das im Film ein Hotel darstellt, sowie dem botanischen Garten als Kulisse zeigen.

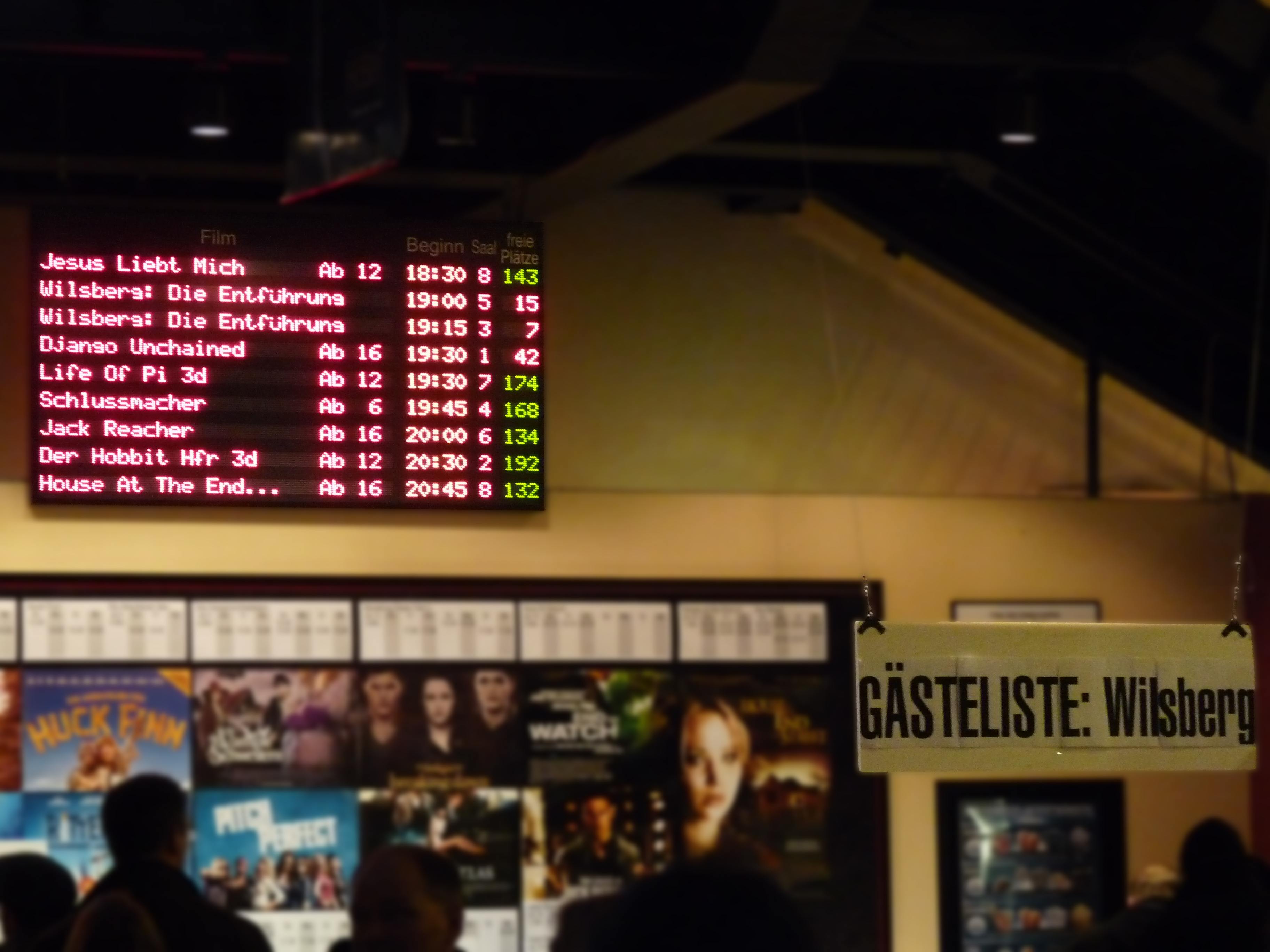
Premiere im Cineplex in Münster

Der Film feierte am 17. Januar 2013 seine Premiere im Cineplex Münster mit drei Vorstellungen vor insgesamt mehr als 1.500 Zuschauern, wobei die Vorführungen vom Filmservice Münster-Land des städtischen Presseamtes, dem ZDF, den Münsterschen Filmtheater-Betrieben sowie der Produktionsfirma Eyeworks Fiction & Film in Anwesenheit der Schauspieler Leonard Lansink, Oliver Korittke, Roland Jankowsky, Vittorio Alfieri und Alexander Schubert sowie Filmemacher der Produktion, darunter Regisseur Dominic Müller, Kameramann Stephan Schuh, Martin R. Neumann vom ZDF, Produzent Anton Moho von Eyeworks, gezeigt wurden. Zu den Gästen der Premiere zählten Zuschauer der Münsteraner Prominenz, wie etwa Wilsberg-Erfinder Jürgen Kehrer mit seiner Ehefrau Sandra Lüpkes, Illustrator des Wilsberg-Comics Jörg Hartmann, Götz Alsmann, Oberbürgermeister Markus Lewe, Münster-Marketing-Leiterin Bernadette Spinnen und Lansinks Ehefrau Maren Muntenbeck. Anschließend folgte eine Premierenfeier.
Arved Birnbaum war bereits 2004 in der Folge Tödliche Freundschaft zu sehen.
Die Szene, in der Roland Jankowsky in der Rolle des Overbeck beim Maskenball der Polizei eine Polizeiuniform des NYPD trägt und weitere Personen verkleidet als Cowboy, Indianer und Matrose zu sehen sind, ist eine Hommage an den Musiktitel Y.M.C.A. der Village People, der in der Folge zu hören ist. Diese Szene, die im Abspann zu finden ist, spielt bei einer 1970er-Jahre-Party in der fiktiven Discothek Village, die im Film nach den Village People benannt wurde. Die in dieser Szene auftretenden Schauspieler sind zuvor in ihren charakteristischen Outfits bei einer Gegenüberstellung zu sehen, bei der ein V-Mann von der Zeugin Diana Markowitz identifiziert werden soll.
Die Namen der beiden Entführer von Alex sind Ochs und Russ. Patrick Ochs und Marco Russ sind zwei Fußballprofis, die 2011 – im Jahr vor der Produktion der Folge – von Eintracht Frankfurt zum VfL Wolfsburg wechselten.
Der Running Gag „Bielefeld“ verweist in dieser Folge auf einen Zeitungsartikel der Lokalpresse, der den Titel Geraubter Inkaschatz in Bielefeld entdeckt – Bielefelder Steuerfahnder finden gestohlenen Inkaschatz • Noch immer keine Spur von den Hintermännern des Kunstraubs trägt, auf den Ekki von seinem Vorgesetzten Grabowski hingewiesen wird (ab 08:02).

## Rezeption

### Einschaltquoten
7,01 Millionen Zuschauer sahen die Folge Die Entführung bei ihrer Erstausstrahlung im ZDF, was einem Marktanteil von 21,5 Prozent entsprach. Bei den Zuschauern zwischen 14 und 49 Jahren erreichte die Ausstrahlung mit 1,17 Millionen Zuschauern einen Marktanteil von 9,9 Prozent. Hinsichtlich der Reichweite wurde die Folge zum Tagessieger im deutschen Fernsehen, obwohl zeitgleich von Sat.1 die Free-TV-Premiere von Die Chroniken von Narnia: Die Reise auf der Morgenröte und Deutschland sucht den Superstar von RTL ausgestrahlt wurde.

### Kritik
Die Entführung ist ein „abwechslungsreicher (Fernsehserien-)Krimi aus Münster, der die liebevoll unernste Handlung mit überraschenden Wendungen ausstattet“, urteilt die Redaktion des Lexikons des internationalen Films. Die Redaktion von TV Spielfilm stellt fest, „töffelige Figuren, unerwartete Wendungen – aber wie so oft ermittelt Kommissar Zufall“. Ihr Resümee lautet: „Angenehme Selbstironie Marke Wilsberg“.
Die Redaktion der Westfälischen Nachrichten mutmaßt, das ZDF wolle mit der Wilsberg-Folge „wieder gut machen, was die ARD mit dem letzten Münster-»Tatort: Das Wunder von Wolbeck« verbockt hat“, in der nur verhältnismäßig wenige Aufnahmen in Münster und Münster-Wolbeck gedreht wurden. Sie freut sich, dass die Folge „viele Münster-Impressionen – und sogar Luftbilder von Münster“ zeige. Diese Meinung teilt Johannes Loy aus der Redaktion der Westfälischen Nachrichten, der „Münster-Bilder satt“ sah, insbesondere die Luftaufnahmen begrüßte und ebenfalls den direkten Vergleich mit der Tatort-Folge »Das Wunder von Wolbeck« zog. Die Geschichte der Entführung wirke „härter als sonst“ und so sei es „für den Zuschauer nicht leicht erträglich, Alex im Kofferraum leiden zu sehen“. Der Maskenball und Overbecks abendfüllender Einsatz in US-amerikanischer Polizeiuniform seien gelungene Ideen, die für „Abwechslung“ sorgen. Allerdings sei ein „etwas undurchsichtiger und schlecht zu memorierender Fall“ entstanden. Diese Meinung teilt die Redaktion der Münsterschen Zeitung, die konstatiert, dass Die Entführung ein „verworrener Fall“ sei.
Die Folge sei eine „Krimiposse um unfähige Kleinkriminelle, um Polizisten, die ihnen in nichts nachstehen, und eine Indianerfigur aus einem Inka-Raubzug“, urteilt Rainer Tittelbach. Der Zuschauer erhalte einen Wissensvorsprung, den „er lustvoll nutzen kann, ohne dabei den vollen Durchblick zu haben“. „Trockene, depressiv-lakonische Dialoge“ sowie „eine starke Sabine Orleans“, deren „lebensmüder Schwermut […] ein gelungener Kontrast zur durchgedrehten, dicht konstruierten Handlung“ darstelle, sorgen dafür, dass die Unterhaltung „kurzweilig“ bleibt. Damit sei die Folge zwar „kein Brüller, aber solides Komödien(struktur)-Handwerk und als Krimi so, wie die Filme der Reihe häufig sind: nicht wirklich spannend, aber recht kurzweilig“. Tittelbach vergab dreieinhalb von sechs möglichen Punkten.
Jürgen Overkott aus der Redaktion von Der Westen freut sich über „hübsche Grautöne statt platter Schwarz-Weiß-Malerei“ und hält die Folge für „ungewöhnlich gut“, die gut in die „liebenswert anarchische Reihe“ passt und „mit frischen Dialogen in staubigen Szenarien“ aufzuwarten weiß. Diese „Wortwechsel, die geschickt auf schmalen Grat zwischen purem Klamauk und trockenem Witz balancieren“, sind Drehbuchautor Ziedrich zu verdanken. Ziedrich „spielt geschickt mit […] Retro-Gag[s] – bis zur gelungenen Schluss-Pointe“. Overkott lobt auch Korritkes Darstellung, der seit 2005 inzwischen in 23 Folgen als „kongenialer Fernsehpartner“ Lansinks zu sehen ist. Die Handlung der Folge sei zwar „völlig konstruiert, aber konsequent erzählt“.
Tilmann P. Gangloff schreibt für das Gemeinschaftswerk der Evangelischen Publizistik, es sei „ein verdammt schmaler Grat, auf dem Eckehard Ziedrich und Dominic Müller mit diesem neuen Fall für den Münsteraner Privatdetektiv Georg Wilsberg wandeln“. Die Handlung der Folge sei „komplett konstruiert“ und treibe „das Spiel mit dem Zufall immer wieder auf die Spitze“. Mit seinen diversen „Anspielungen und Querverweisen“ weise der Film „mitunter parodistische Züge“ auf, bleibe im Kern „dennoch in erster Linie ein Krimi“. Von Eckehard Ziedrich stammen nach Urteil von Gangloff „die Drehbücher zu einigen der besten »Wilsberg«-Krimis“ wie etwa Callgirls, Die Wiedertäufer, Filmriss, Oh du tödliche…, Gefahr im Verzug sowie Tote Hose. So sei es „schon imponierend, wie wunderbar in Ziedrichs Drehbuch ein Rädchen ins andere greift.“ Auch die Umsetzung sei „ausgesprochen sorgfältig gestaltet“ worden, wozu „das außerordentlich stimmige Klanggebilde“ beitrage, das vom Komponisten Dirk Leupolz stammt, der 2012 bereits die beiden Folgen Aus Mangel an Beweisen sowie Die Bielefeld-Verschwörung musikalisch untermalte.